# Klasztor św. Emmerama

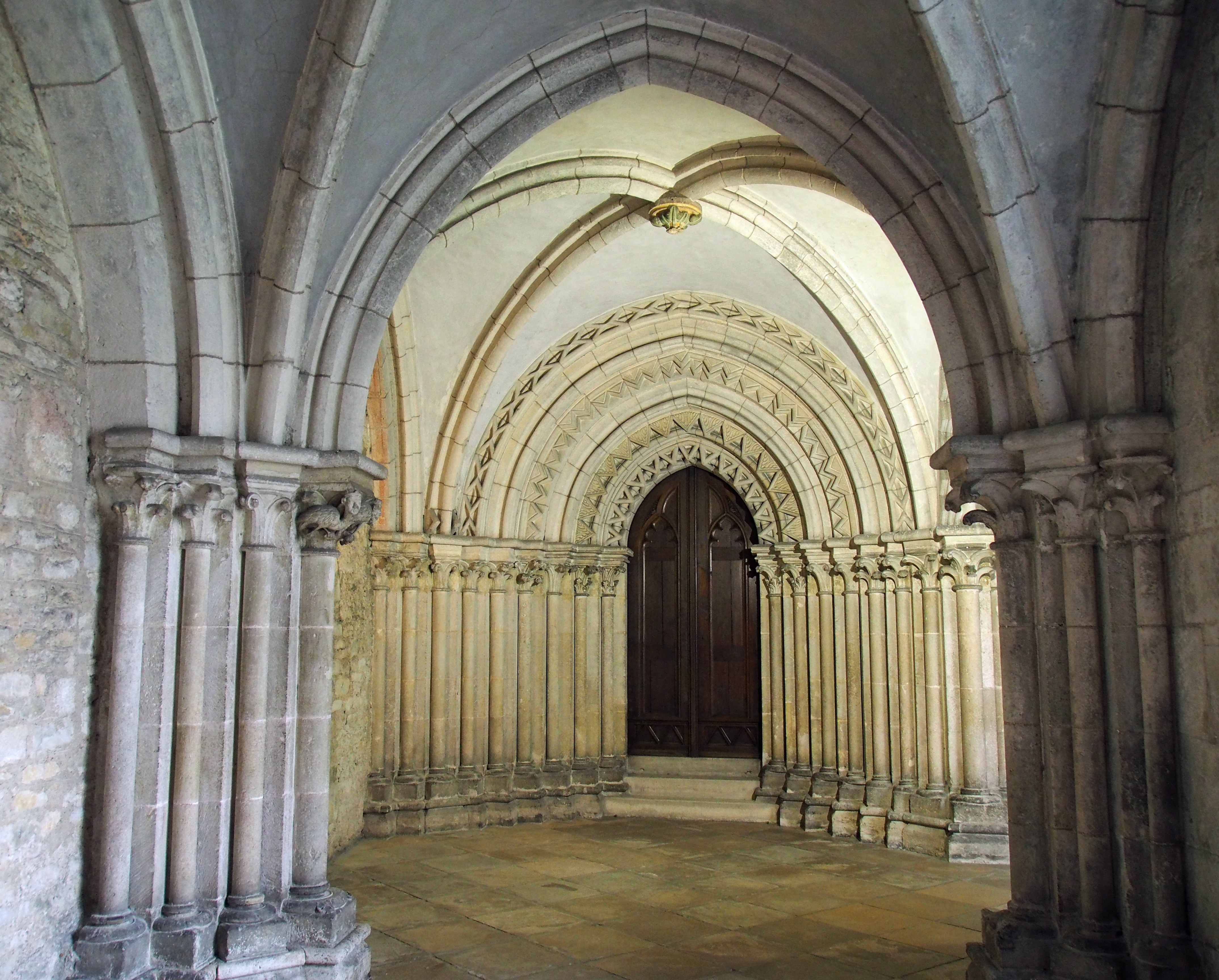
Portal w krużgankach klasztornych

Herb klasztoru

Klasztor św. Emmerama – klasztor benedyktynów założony w VIII w. w Ratyzbonie w Niemczech, jeden z głównych ośrodków religijnych, kulturalnych i naukowych średniowiecznych Niemiec, w 1810 zsekularyzowany. Po sekularyzacji budynki klasztorne zostały zamienione w pałac rodu Thurn und Taxis.

## Historia
Klasztor został założony w okresie, w którym powstało biskupstwo w Ratyzbonie – ok. 739 r. Został utworzony przy grobie biskupa misyjnego Emmerama zamordowanego w VII w. za sprawą jednego z członków bawarskiej rodziny książęcej, przy którym powstała już wcześniej wspólnota duchownych. Kultowi tego świętego klasztor zawdzięczał szybki rozkwit w średniowieczu. Przez pierwsze stulecia opatami klasztoru byli każdorazowo biskupi Ratyzbony, którzy początkowo tutaj rezydowali. kościół klasztorny pod wezwaniem św. Emmerama powstał ok. 780–790 r. i objął prawdopodobnie istniejący już wcześniej kościół św. Jerzego (miał on zostać przekształcony w boczny, południowy chór nowej świątyni). 
W końcu IX w. swoją rezydencję tuż obok klasztoru zbudował cesarz Arnulf z Karyntii. On sam i jego potomkowie z rodu Karolingów został tu pochowany. Z rezydencji korzystali często także jego następcy, aż do czasów Hohenstaufów, a klasztor zyskiwał dzięki temu na znaczeniu. Między VIII i XII w. klasztor rozkwitał także jako centrum nauki i sztuki. Działało tu świetne skryptorium, które dostarczało także skrybów na dwór królów niemieckich. To w ratyzbońskim klasztorze Emmerama powstała „zapiska karolińska” Geografa Bawarskiego wymieniająca ludy i plemiona (szczególnie plemiona zachodniosłowiańskich) żyjące na wschód od Łaby i na północ od Dunaju, a także kodeks Uty dla ksieni innego ratyzbońskiego klasztoru, Niedermünster. Klasztor miał bogatą bibliotekę, m.in. tu przechowywany był Codex Aureus sporządzony w IX w. dla cesarza Karola Łysego.
W 975 r. funkcje opata i biskupa oddzielił od siebie biskup Wolfgang, który powołał na opata swego przyjaciela Ramwolda, przybyłego tu z klasztoru św. Maksymina w Trewirze. Mimo to biskupi byli chowani w kościele klasztornym aż do XII w. Ramwold przeprowadził w klasztorze reformę i rozbudował kościół klasztorny (dodając m.in. kryptę nazwaną jego imieniem). W połowie XI w. rozbudowano kościół klasztorny i kanonizowano pochowanego w nim biskupa Wolfganga. Z czasem pojawił się spór zakonników z biskupami ratyzbońskimi – klasztor z pomocą sfałszowanych dokumentów próbował uwolnić się spod biskupiej zwierzchności. Starania te odniosły skutek dopiero w 1326 na mocy przywileju wydanego przez papieża Jana XXII. Z kolei w 1295 król Niemiec Adolf z Nassau nadał klasztorowi godność wolnego opactwa cesarskiego.
Po okresie upadku znaczenia klasztoru, ponowny rozkwit nastąpił w XVII i XVIII w. W 1731 tutejsi opaci zostali podniesieni do rangi książąt Rzeszy. W latach 1731–1733 doszło także do przebudowy wnętrz kościoła w stylu rokokowym. Klasztor w tym okresie ponownie stał się ważnym ośrodkiem naukowym.
W 1802 klasztor został podporządkowany arcybiskupowi Ratyzbony, a w 1810 rozwiązany, po włączeniu Ratyzbony w granice królestwa Bawarii. Skarby klasztorne przeniesiono w większości do Monachium. W 1812 budynki dawnego klasztoru przejęli książęta Thurn und Taxis. Urządzili tu swoją główną siedzibę i stopniowo przekształcili klasztor w reprezentacyjny pałac. Budynki stanowiły odszkodowanie za odebrany przedstawicielom rodu przez władców Bawarii nadzór nad pocztą. Dawny kościół klasztorny stał się głównym kościołem parafialnym Ratyzbony – w miejsce kościoła św. Ruperta, który wcześniej pełnił tę funkcję i który przylega do północnej nawy kościoła św. Emmerama. 
Z dawnych zabudowań klasztornych nadal pozostały w murach pałacu m.in. romański „stary konwent” oraz pochodzący z XVI–XVII w. „nowy konwent”, romańskie oraz gotyckie krużganki z bogatym portalem prowadzącym do kościoła, a także XVI-wieczna studnia na dziedzińcu. Istnieje także gotycka brama wejściowa na teren bazyliki oraz wolno stojąca dzwonnica, wykonana z materiałów pozostałych po zabudowaniach rzymskich, a w XVI w. przebudowana w stylu renesansowym.